# Sarah Young
Sarah Louise Young (født 15. april 1971 i Sidcup, London, England) er en tidligere engelsk model og pornoskuespiller, som er af monegaskisk og tyrkisk afstamning. Hun har medvirket i over 200 pornofilm, og var en af 1990'ernes mest anerkendte og populære pornostjerner.

## Baggrund
Hun blev født i Sidcup, London, England. Hendes mor var dameskrædder og hendes far var bygningsingeniør. Hun voksede op med sin lillebror i Hampshire, South England, hvor hun gik på en almindelig skole og var en A-elev med ambition om at blive tandlæge.

## Karriere
Sarah Young blev i 1986 kontaktet af en fotograf på gaden, og de blev enige om at hun skulle have lavet nogle forsøg-billeder til den berømte "Side 3" i den nationale avis The Sun. Den positive reaktion på billederne førte til en invitation til Sarah om at deltage i et modelbureau. Som 17-årig flyttede hun sammen med en kæreste i London og fortsatte sin modelkarriere. Hun optrådte i sin første pornografiske fotooptagelse i en alder af 18 år for magasinet Private i Costa del Sol. Hun besluttede sig for at posere for flere porno-fotooptagelser med den berømte fotograf Claus Alvin Vogel fra Hamborg. Billederne blev solgt til adskillige magasiner, herunder det danske Color Climax.
I september 1989 rejste hun til Hannover i Tyskland for at møde Hans Moser (alias Sascha Alexander), en etableret pornoinstruktør og producer. De blev gift den 13. januar 1991 i Las Vegas i USA. I begyndelsen af 1992 fik hun foretaget brystimplantater. Samme år åbnede hun sin første sexshop på Am Klagesmarkt i Hannover, der hed 'Sarah Young Erotic Markt'. Ligeledes var hun også en flittig gæst på mange tyske talkshows i 1990'erne.
Selv om de fleste af de film hun medvirkede i blev instrueret af hende og hendes mands firma, Sarah Young Communications, medvirkede hun også i andre film. Ronnie Cramers softcore-komedie Even Hitler Had a Girlfriend (1991), Decameron (1995) som er inspireret af Giovanni Boccaccios sjofle historier af samme navn – og Hamlet, som begge blev filmet af den berømte instruktør Franco Lo Cascio (alias Luca Damiano) på Piccolomini Slot i Balsorano i Italien. Hun var også i Ungarn for at udføre en serie af film for instruktøren Mario Bianchi (alias Nicholas Moore), hvoraf den ene, Sexy Killer (1997) var løst baseret på Luc Bessons film Nikita fra 1990.
Det udløste nærmest masseoptøjer, da hun i marts 1997 besøgte København, hvor hun skrev autografter, gav interviews, medvirkede i NatMadsen på TV 2 og lavede topløs servering på Hawaii Bio på Vesterbrogade om aftenen. Hun var sågar Ekstra Bladet side 9 pige den 2. marts 1997 - en ære normalt reserveret for danske kvinder.
I 1997 boede hun og Hans Moser stadig i deres pragtvilla på Ibiza med eget filmstudie. Samme år valgte hun også at forlade pornobranchen og i 1999 blev hun skilt fra Moser og rejste til USA for at studere jura i håb om at blive advokat. Det siges at hun i dag er en succesrig advokat i England.

## Filmografi
Udvalgt filmografi som skuespiller:
- The Sarah Young Collection 1 (1989)
- Dirty Woman (1989)
- Manor House Fantasies (1991)
- The Best of Sarah Young 2 (1992)
- Sarah Young's Sexy Secrets No. 1 (1992)
- Private Affairs: Vol 8 (1993)
- Naked Neighbours (1994)
- Decameron (1995)
- Hamlet (1995)
- Lesbian Lovers 2 (1996)
- Sarah on Heat (1996)
- Sarah's Teeny Bitches I (1997)
- Sexy Killer (1997)

## Priser
- Best Actress – Festival International de Cine Erotica de Barcelona (FICEB), 1993, 1994, 1995
- Best European Actress – Premio de Turia (Spanish Cultural Prize) sponsored by Turia and Generalitat de Valencia, 1994[7]
- Premio Alla Carriera – Il Festival Internazionale Dell 'Hard (Impulse D'Oro Awards), Bologna, 1995
- Best Actress (German) – for the film Hamlet – The International Festival of Erotica, Bruxelles, 1996
- Best European Actress – Venus Award, 1997